# Бюльбюль рудогорлий
Бюльбю́ль рудогорлий (Rubigula dispar) — вид горобцеподібних птахів родини бюльбюлевих (Pycnonotidae). Ендемік Індонезії.

## Опис
Довжина птаха становить 17-20 см. Голова чорна, на голові невеликий чуб. Верхня частина тіла оливково-зелена, края крил жовтувато-зелені. Хвіст теемно-коричневий, на кінці світлий. На горлі руда пляма. Пера на горлі видовжені, вузькі і пухкі, схожі на бороду. Верхня частина грудей темно-оранжево-жовта, решта нижньої частини тіла жовта з оранжевим відтінком, боки сіруваті. Очі червоні, дзьоб чорний, лапи коричнювато-чорні.

## Поширення і екологія
Рудогорлі бюльбюлі мешкають на Суматрі, Яві і Балі. Вони живуть у вологих рівнинних тропічних лісах і рідколіссях, в сухих тропічних лісах, чагарникових заростях, в садах і на плантаціях. Зустрічаються на висоті до 1000 м над рівнем моря. Живляться плодами і комахами.

## Збереження
МСОП класифікує цей вид як вразливий. Рудогорлим бюльбюлям загрожує знищення природного середовища, а також вилов з метою продажу на пташиних ринках.